# Veli-Pekka Hård
Veli-Pekka Hård (Jyväskylä, 10 giugno 1970) è un ex hockeista su ghiaccio finlandese.

## Carriera
Ha giocato per undici stagioni nella Liiga, vestendo le maglie di JYP Jyväskylä (1990-1995), TuTo Hockey (1995-1996), Ilves Tampere (1996-2000) e Ässät (2000-2001).
La sua prima esperienza all'estero è stata nella 2. Eishockey-Bundesliga, la seconda serie tedesca, con i REV Bremerhaven nella stagione 2001-2002; rimase anche nella stagione successiva, quando la squadra cambiò nome in Fischtown Penguins.
Nelle due stagioni seguenti fu in Francia con il Rouen (2003-2004) e in Italia con l'Asiago (2004-2005), prima di chiudere la carriera nella quarta serie finlandese con il D-Kiekko.